# Askarele

Allgemeine Strukturformel der polychlorierten Biphenyle

1,2-Dichlorbenzol, ein polychloriertes Benzol

Askarele (engl. askarels) sind Gemische polychlorierter Biphenyle (PCB) oder Gemische von PCB mit polychlorierten Benzolen, die als Elektroisolierflüssigkeiten eingesetzt wurden. Aufgrund ihrer Umweltschädlichkeit werden sie heute nicht mehr benutzt.

## Herstellung und Eigenschaften
Polychlorierte Biphenyle werden hergestellt, indem Biphenyl chargenweise solange chloriert wird, bis der gewünschte Chlorgehalt im Endprodukt erreicht ist. Die daraus hergestellten Askarele sind chemisch sehr beständig. Sie sind nicht brennbar und zeichnen sich durch ihre hohen Siedepunkte und eine niedrige elektrische Leitfähigkeit aus. Je nach Zusammensetzung variiert ihr Aussehen von leichtgefärbten Flüssigkeiten bis hin zu gelben oder schwarzen, wachsartigen Massen.
Bei der thermischen Zersetzung von Askarelen treten Pyrolyseprodukte auf (polychlorierte Dibenzodioxine und Dibenzofurane), die wegen ihrer besonderen Giftigkeit als Ultragifte bezeichnet werden.

## Verwendung
Askarele fanden aufgrund ihrer geringen elektrischen Leitfähigkeit, relativ hohen Dielektrizitätskonstante  und ihrer Nichtbrennbarkeit seit den 1930er-Jahren als Elektroisolierflüssigkeiten in Kondensatoren und Hochspannungstransformatoren eine breite Verwendung: Nahezu alle zwischen 1930 und 1980 gefertigten Metallpapier- und Ölpapierkondensatoren enthielten Askarele als Dielektrikum. Askarele wurden u. a. unter den Handelsnamen Apirolio, Aroclor, Asbestol, Clophen, Chorextol, Chorinol, Diaclor, Dykanol, Elemex, Elaol, Eucarel, Fenclor, Hydrocor, Hyvol, Inerteen, Kaneclor, Montar, NoFlamol, Phenochlor, Pydraul, Pyralene, Pyroclor und Sorol vermarktet. Bei der Beurteilung der Auswirkungen der Askarele auf die menschliche Gesundheit werden die toxikologischen Eigenschaften der polychlorierten Biphenyle als Maßstab herangezogen.

## Ersatzstoffe
Als Ersatzstoffe werden Mineralöle, synthetische Ester und Silikonöle (sogenannte Transformatorenöle) eingesetzt, die eine ausreichende chemische Stabilität und elektrische Isolierfähigkeit besitzen.